# 国人
国人（こくじん、くにびと、くにゅうど）は、広くその国の国民、住民のこと。
六国史（日本後紀および三代実録）において国衙領の国民または住民を指す言葉として用いられ、越前国人、大和国人、河内国人などが見える。
また、国人領主（こくじんりょうしゅ）は中世の史料において、在京の名目上の領主である中央官吏に対して在地の実質上の領主を指す言葉として用いられ（国人領主制）、国衆（くにしゅう）や在国衆（ざいこくしゅう）とほぼ同義であり、明確な違いは無い。

## 概要
国人とは、日本後紀においてはその国衙領の国民ないし住民を指し、中世史料においては在国の有力名主を指す一般的呼称として用いられた史料上の言葉ないし用語である。
平安時代中期に成立した後期王朝国家体制の下で荘園と公領の管理者となった荘官・郡司・郷司・保司の階層や、そこに出自することの多かった鎌倉時代以降の地頭の系譜を引く武士を指す資料用語である。幕府や守護、荘園領主など外部の支配層に対抗する在地勢力の意味で使われ、独自の領域支配をめざした。
「国人」という呼称は、「在地に居住した惣領を中心に独自の勢力を持つ武士」を指す言葉として、鎌倉時代から散見される。彼らの直接の源流は鎌倉時代の地頭職の武士にあり、そうした武士たちが土着し、在地領主となったものである。鎌倉時代には、支配層に反抗する者の意味を含む「悪党」という名で呼ばれることもあった。
この層の武士たちが重要な存在となったのは鎌倉幕府滅亡の前後から南北朝時代にかけてで、特に観応の擾乱の頃からである。南北朝時代には、諸国の政治・軍事は国元に腰を据えている領主たちによって動かされた。一方で国人たちは、中央政界の動向にも敏感に対応していった。国人は室町幕府や守護大名・荘園領主の行動を左右する実力を蓄積する在地勢力にまでに成長したのである。この背景には、南北朝の動乱期に目覚めた支配下の農民層への支配力の強化、室町幕府や守護大名の支配や干渉への対抗、馬借や問丸といった運送業の発達に伴う流通経済・地域経済の伸張がある。
領地の経営では、在国あるいは在地領主としての国人領主は、各所に散在して地方を支配するという地頭領主型の支配形態から一歩進み、本領を中心に集中性を持つ領域支配をするようになった。国人層は荘園領主と地下人の対立に介入し、代官職や所務職などを請け負うこともあった。国人領主の領域支配は、それ以前の在地領主と比べて土地と農民の支配がより強固である。検地や国人間に結ばれた人返しなどがこの例である。
国人は、守護や荘園領主など領域外からの支配者に対しては、その被官となって半従属的支配を受けることもあれば、領内の百姓身分の上層部である地侍を被官化することによって得た強力な軍事力や他の国人との連携を背景に反抗することもあった。南北朝時代から室町時代にかけてしばしば起きた国一揆（国人一揆=国人領主連合）は、形態は様々だが国人領主同士の結合と見ることができる。
戦国時代になると、守護大名の支配が衰微した地域では、国人は城持ちの独立領主として存在し、やがて大部分の国人は戦国大名の家臣団に組み込まれていった。その一方、守護大名を凌ぐ勢力を持った国人は、三好氏や毛利氏、尼子氏、長宗我部氏、龍造寺氏、田村氏のように戦国大名となるものも現れた。

## 各地の主な国人領主

### 蝦夷地
| 蝦夷国 | 蠣崎氏（松前氏） |

### 奥羽地方
| 陸奥国 | 南部氏、大浦氏、八戸氏、大光寺氏、斯波氏、和賀氏、稗貫氏、九戸氏、久慈氏、閉伊氏、浄法寺氏、工藤氏、阿曽沼氏、江刺氏、薄衣氏、岩淵氏、葛西氏、大崎氏、黒川氏、留守氏、国分氏、秋保氏、砂金氏、氏家氏、高清水氏、長江氏、朴沢氏、馬籠氏、本吉氏、亘理氏、白石氏、相馬氏、岩城氏、結城氏、田村氏、石川氏、標葉氏、上遠野氏、飯野氏、伊達氏、蘆名氏、猪苗代氏、懸田氏、佐藤氏、鬼庭氏（茂庭氏）、畠山氏、石橋氏、大内氏、長沼氏、二階堂氏 |
| 出羽国 | 安東氏（秋田氏）、大平氏、小野寺氏、白岩氏、新城氏、戸沢氏、楢岡氏、浅利氏、本堂氏、八柳氏、六郷氏、由利十二頭、最上氏、武藤氏、天童氏、寒河江氏、白鳥氏、鮭延氏、楯岡氏、東根氏、左沢氏、細川氏 |

### 関東地方
| 常陸国 | 佐竹氏、江戸氏、小田氏、小野崎氏、笠間氏、鹿島氏、菅谷氏、大掾氏、土岐氏（原氏）、真壁氏、山入氏、山方氏、小栗氏、小瀬氏、小川氏、小田野氏、信太氏                               |
| 下野国 | 宇都宮氏、那須氏、佐野氏、小山氏、塩谷氏、多功氏、芳賀氏、益子氏、皆川氏、足利長尾氏、蘆野氏、伊王野氏、大関氏、大田原氏、千本氏、福原氏、壬生氏、武茂氏、茂木氏、君島氏、長沼氏 |
| 上野国 | 今井氏、横瀬氏（由良氏）、桐生氏、長尾氏、長野氏、赤井氏、岩松氏、上泉氏、後閑氏、高田氏、沼田氏、安中氏、小幡氏、和田氏                                                         |
| 下総国 | 結城氏、千葉氏、足利氏、臼井氏、海上氏、白井氏、高城氏、多賀谷氏、野田氏、原氏、水谷氏、山川氏、簗田氏                                                                           |
| 上総国 | 酒井氏、土岐氏、山室氏 |
| 安房国 | 正木氏、安西氏、丸氏 |
| 武蔵国 | 猪俣氏、藤田氏、人見氏 |
| 相模国 | 大森氏、三浦氏、曾我氏、松田氏 |

### 北陸地方
| 越後国 | 長尾氏、色部氏、千坂氏、宇佐美氏、柿崎氏、加地氏、北条氏、小国氏、新発田氏、上条氏、直江氏、平子氏、本庄氏、山本寺氏、中条氏、竹俣氏、斉藤氏、安田氏、山吉氏、鮎川氏、大熊氏、吉江氏 |
| 佐渡国 | 本間氏 |
| 越中国 | 轡田氏、蜷川氏、宮崎氏、上野氏、唐人氏、埜崎氏、神保氏、椎名氏、石黒氏、土肥氏、斎藤氏                                                                                               |
| 能登国 | 長氏、温井氏、遊佐氏 |
| 加賀国 | 富樫氏、斎藤氏 |
| 越前国 | 朝倉氏、甲斐氏、堀江氏、山崎氏 |
| 若狭国 | 粟屋氏、逸見氏、本郷氏 |

### 中部地方
| 甲斐国 | 今井氏、穴山氏、小山田氏、跡部氏、甘利氏、板垣氏、波木井氏（南部氏）、市川氏、大井氏、栗原氏、飯富氏、小佐手氏、馬場氏、諸角氏、横田氏、油川氏、浅利氏、今福氏、初鹿野氏、多田氏、勝沼氏、工藤氏、原氏 |
| 信濃国 | 諏訪氏、仁科氏、井上氏、高梨氏、須田氏、市河氏、保科氏、島津氏、村上氏、屋代氏、栗田氏、海野氏、根津氏、望月氏、香坂氏、真田氏、依田氏、大井氏、伴野氏、高遠氏、大日方氏、片桐氏、知久氏、三村氏、木曾氏、落合氏 |
| 飛騨国 | 姉小路氏、三木氏、江馬氏、内ヶ島氏、広瀬氏、牛丸氏 |
| 美濃国 | 遠山氏、小里氏、延友氏、肥田氏、妻木氏、平井氏、久々利氏、明智氏、可児氏、原氏、森氏、小池氏、浅野氏、斎藤氏、稲葉氏、氏家氏、安藤氏、山県氏、落合氏、清水氏、各務氏、蜂屋氏、木田氏、東氏、遠藤氏、竹中氏、長屋氏、不破氏、佐藤氏、大島氏、西尾氏、土田氏、岸氏、坂津氏、森氏、日比野氏、日根野氏、仙石氏、長井氏、土岐氏、坂上氏、徳山氏、村国氏、関氏、安田氏、鷲見氏、松葉氏、青木氏、国枝氏、堀氏、杉原氏、坪内氏 |

### 東海地方
| 伊豆国 | 伊東氏、清水氏 |
| 駿河国 | 朝比奈氏、葛山氏、福島氏、駿河三浦氏、富士氏、庵原氏、岡部氏 |
| 遠江国 | 天方氏、天野氏、井伊氏、松下氏、中村氏、大河内氏、小笠原氏、久野氏、本間氏、浜名氏、遠州松井氏                                                                            |
| 三河国 | 鵜殿氏、奥平氏、天野氏、吉良氏、菅沼氏、西郷氏、戸田氏、牧野氏、松平氏、足助氏、三河鈴木氏、三宅氏、河手氏、荒川氏、大須賀氏                                              |
| 尾張国 | 織田氏、佐久間氏、佐々氏、丹羽氏、林氏、久松氏、前田氏、山田氏、水野氏、水野氏 (桓武平氏)、毛利氏、山内氏、山口氏、石橋氏、坂井氏、新海氏、山田氏、中島氏、千竃氏、荒尾氏 |
| 伊勢国 | 神戸氏、長野氏(長野工藤氏)、関氏、大河内氏、木造氏、坂内氏、田丸氏、波瀬氏、藤方氏、日置氏                                                                                |
| 志摩国 | 九鬼氏 |
| 伊賀国 | 服部氏、百地氏、藤林氏、阿波氏、福喜多氏、中氏、浅野氏、今堀氏、乾氏、町井氏、上月氏、城戸氏、稲増氏、竹島氏、田矢氏、常岡氏、稲垣氏、阿拝氏、仁木氏                      |

### 畿内近国
| 近江国 | 佐々木氏、浅井氏、赤尾氏、青地氏、浅見氏、安部井氏、磯野氏、今井氏、大原氏、朽木氏、善積氏、和田氏、高屋氏、小倉氏、上坂氏、蒲生氏、駒井氏、下坂氏、高宮氏、平井氏、渡辺氏 |
| 山城国 | 革嶋氏、椿井氏、松井氏 |
| 摂津国 | 芥川氏、有馬氏、池田氏、伊丹氏、茨木氏、入江氏、瓦林氏、多田氏、塩川氏、高山氏、中川氏、能勢氏、溝杭氏、渡辺氏、松原氏、三宅氏、薬師寺氏、和田氏                           |
| 和泉国 | 淡輪氏、天羽氏、寺田氏、沼田氏、和久氏 |
| 河内国 | 遊佐氏、入江氏、松井氏、水走氏、安見氏、渡辺氏、津熊氏 |
| 大和国 | 筒井氏、越智氏、沢氏、多田氏、吐山氏、十市氏、豊田氏、布施氏、柳生氏、井戸氏、古市氏、大和秋山氏、福住氏、慈明寺氏                                                         |
| 紀伊国 | 雑賀衆、藤白鈴木氏、湯河氏、野辺氏、周参見氏、玉置氏、山本氏 |
| 淡路国 | 安宅氏、賀集氏、梶原氏、吉川氏、管氏、野口氏、広田氏、福良氏、船越氏 |

### 山陰地方
| 但馬国 | 垣屋氏、八木氏、太田垣氏、田結庄氏、田公氏、宿南氏                                                                                           |
| 丹波国 | 波多野氏、赤井氏、内藤氏、宇津氏、波々伯部氏、小畠氏、川勝氏、上林氏、須知氏、大槻氏、塩見氏、足立氏、荻野氏、久下氏、夜久氏、酒井氏、中澤氏 |
| 丹後国 | 延永氏、石川氏 |
| 因幡国 | 草苅氏、田公氏、三上氏、因幡毛利氏、矢部氏、波多野氏、丹比氏、鹿野氏、吉見氏、伊田氏、木原氏、因幡武田氏、中村氏、秋里氏、吉岡氏、佐治氏     |
| 伯耆国 | 南条氏、小鴨氏、山田氏、行松氏、福頼氏、村上氏、越振氏、進氏、東郷氏、小森氏、蜂塚氏、日野氏、長氏                                           |
| 出雲国 | 尼子氏、三沢氏、三刀屋氏、赤穴氏、神西氏、宍道氏、末次氏、大西氏、湯原氏、米原氏                                                             |
| 隠岐国 | 隠岐氏 |
| 石見国 | 石見吉川氏、石見小笠原氏、祖式氏、佐波氏、周布氏、高橋氏、出羽氏、多胡氏、永安氏、都野氏、本城氏、益田氏、三隅氏、福屋氏、吉見氏、久利氏     |

### 山陽地方
| 播磨国 | 別所氏、三木氏、明石氏、安積氏、在田氏、淡河氏、糟谷氏、後藤氏、依藤氏、有馬氏                                                 |
| 備前国 | 浦上氏、松田氏、金光氏、宇喜多氏、伊賀氏、能勢氏                                                                               |
| 備中国 | 三村氏、庄氏、石川氏、上野氏、秋葉氏、新見氏、多治部氏、清水氏、妹尾氏、陶山氏、難波氏、南氏                                   |
| 美作国 | 後藤氏、江見氏、佐藤氏、新免氏、中島氏、美作三浦氏、美作菅家党、垪和氏、原田氏、大河原氏、草苅氏                               |
| 備後国 | 山内氏、多賀山氏、宮氏、古志氏、渋川氏、杉原氏、田総氏、福原氏、三吉氏、渡辺氏、和智氏、福田氏、有地氏、楢崎氏、高須氏         |
| 安芸国 | 毛利氏、吉川氏、小早川氏、阿曽沼氏、天野氏、井上氏、香川氏、熊谷氏、宍戸氏、白井氏、山県氏、野間氏、平賀氏、厳島神主家、久芳氏 |
| 周防国 | 大内氏、陶氏、椙杜氏、問田氏、仁保氏、冷泉氏、杉氏                                                                             |
| 長門国 | 内藤氏、岡部氏、厚東氏、豊田氏、青景氏                                                                                         |

### 四国地方
| 讃岐国 | 十河氏、香川氏、秋山氏、有岡氏、池内氏、鴨井氏、寒川氏、長尾氏、羽床氏、前田氏、三木氏、光井氏、三谷氏、牟礼氏、由佐氏、香西氏、奈良氏、福家氏                                         |
| 阿波国 | 麻殖氏、伊沢氏、近藤氏、大西氏、市原氏、海部氏、鎌田氏、清原氏、佐々木氏、新開氏、三枝氏、佐野氏、田口氏、多田氏、土肥氏、原田氏、三木氏、元木氏、森氏、山田氏、麻植氏、吉成氏、三好氏 |
| 土佐国 | 長宗我部氏、本山氏、安芸氏、吉良氏、香宗我部氏、津野氏、大平氏、山田氏、片岡氏、豊永氏、石谷氏、入交氏、弘田氏                                                                         |
| 伊予国 | 河野氏、伊予西園寺氏、伊予宇都宮氏、忽那氏、戒能氏、金子氏、土居氏、真鍋氏、高橋氏、妻鳥氏、薦田氏                                                                                     |

### 九州地方
| 豊前国 | 杉氏、城井氏、佐田氏、時枝氏、豊前長野氏、貫氏、野中氏、門司氏 |
| 豊後国 | 大友氏、佐伯氏、戸次氏、臼杵氏、一万田氏、徳丸氏、佐田氏、志賀氏、託摩氏、田北氏、立花氏、田原氏、阿南氏、吉弘氏、朽網氏、野上氏、瀬口氏 |
| 筑前国 | 少弐氏、麻生氏、河崎氏、原田氏、宗像氏、秋月氏 |
| 筑後国 | 蒲池氏、問註所氏、星野氏、黒木氏、河崎氏、草野氏、丹波氏(高良山座主)、筑後高橋氏、三原氏、西牟田氏、田尻氏、五条氏、溝口氏、三池氏 |
| 肥前国 | 龍造寺氏、鍋島氏、有馬氏、松浦氏、上妻氏、犬塚氏、伊万里氏、宇久氏（五島氏）、江上氏、大村氏、小河氏、小田氏、神代氏、草野氏、西郷氏、渋川氏、田尻氏、肥前高木氏、肥前千葉氏、筑紫氏、長崎氏、成冨氏、波多氏、深堀氏、横岳氏、平井氏、後藤氏 |
| 対馬国 | 宗氏 |
| 肥後国 | 菊池氏、相良氏、阿蘇氏、赤星氏、鹿子木氏、城氏、隈部氏、甲斐氏、名和氏、宇土氏、五条氏、和仁氏、合志氏、小代氏、内空閑氏、天草氏、志岐氏、大矢野氏、上津浦氏、栖本氏、長島氏                                                                 |
| 日向国 | 伊東氏、北原氏、土持氏、北郷氏、樺山氏、新納氏、三田井氏、米良氏、梅北氏、若林氏 |
| 大隅国 | 肝付氏、伊地知氏、上井氏、牛屎氏、加治木氏、税所氏、敷根氏、禰寝氏、菱刈氏、平田氏、本田氏 |
| 薩摩国 | 島津氏、伊集院氏、鎌田氏、川上氏、山田氏、川田氏、入来院氏、祁答院氏、東郷氏、高城氏、鶴田氏、蒲生氏、大前氏、和泉氏、執印氏、種子島氏、八木氏                                                                                               |

## 参考資料
- 大石泰史 編『全国国衆ガイド 戦国の“地元の殿様”たち』星海社、2015年8月25日。ISBN 978-4-06-138571-9。